# دوري جرينلاند لكرة القدم 2015
دوري جرينلاند لكرة القدم 2015 هو الموسم 45 من دوري جرينلاند لكرة القدم. أقيم خلال الفترة 4 أغسطس 2015 وحتى 8 أغسطس 2015، وفاز فيه Boldklubben af 1967 ‏.